# Norwegische Badmintonmeisterschaft 2018
Die Norwegische Badmintonmeisterschaft 2018 fand vom 2. bis zum 4. Februar 2018 in der Frognerhallen in Frogner statt.

## Sieger und Platzierte
| Disziplin    | Gold                                         | Silber                                        | Bronze                                      |
| ------------ | -------------------------------------------- | --------------------------------------------- | ------------------------------------------- |
| Herreneinzel | Marius Myhre                                 | Vegard Rikheim                                | Mattias Xu                                  |
| Herreneinzel | Marius Myhre                                 | Vegard Rikheim                                | Peter Rønn Stensæth                         |
| Dameneinzel  | Helene Abusdal                               | Thea Kristina Johansen                        | Vera Botcharova Ellingsen                   |
| Dameneinzel  | Helene Abusdal                               | Thea Kristina Johansen                        | Vilde Espeseth                              |
| Herrendoppel | Magnus Christensen Fredrik Kristensen        | Peter Rønn Stensæth Torjus Flåtten            | Carl Christian Mork Sturla Flåten Jørgensen |
| Herrendoppel | Magnus Christensen Fredrik Kristensen        | Peter Rønn Stensæth Torjus Flåtten            | Marius Myhre Jesper Kristensen              |
| Damendoppel  | Solvår S. Flåten Jørgensen Natalie Syvertsen | Anne Klyve Vilde Espeseth                     | Hege Rikheim Marthe Skaug                   |
| Damendoppel  | Solvår S. Flåten Jørgensen Natalie Syvertsen | Anne Klyve Vilde Espeseth                     | Sofia Louis Macsali Emilia Petersen Norberg |
| Mixed        | Magnus Christensen Natalie Syvertsen         | Fredrik Kristensen Solvår S. Flåten Jørgensen | Sturla Flåten Jørgensen Anne Klyve          |
| Mixed        | Magnus Christensen Natalie Syvertsen         | Fredrik Kristensen Solvår S. Flåten Jørgensen | Jim Ronny Andersen Julie Marie Abusdal      |